# Джекпот (фільм)
«Джекпот» (італ. Jackpot) — італійська кінокомедія. Фільм вийшов 23 грудня 1992 року з Адріано Челентано у головній ролі.

## Сюжет
Якийсь учений винайшов «еліксир молодості». Спонсорувала його дослідження багата американська мільярдерка, яка не бажає покриватися зморшками. Експеримент пройшов вдало, але не зовсім. Були й певні побічні ефекти, а в самих генетичних дослідах були зайняті геніальні діти. І ось в маєтку прибуває новий садівник (Адріано Челентано), вимушений виступати в ролі професора, щоб вчити дітлахів і очолити роботи над омолодженням.

## Комерційний провал
Картина отримала вкрай негативні оцінки кінокритиків і провалилася в прокаті. При бюджеті в вісімнадцять мільярдів фільм зібрав лише 105 мільйонів лір, через що Челентано завершив кінематографічну кар'єру.

## У ролях
- Йєн Бу Ху — Хард;
- Адріано Челентано — Фуріо;
- Кейт Вернон — Пруденсе;
- Керрол Бейкер — мадам;
- Сальваторе Кашо — Козімо;
- Скотт Могенсен — Франсуа;
- Крістофер Лі — Седрік;
- Бен Коул — Свіфт;
- Джонні Мелвілл — синтетичний чоловік;
- Вільям Меннерінг — Джефф;
- Браян Мартін — Віолет.

## Знімальна група
- Режисер — Маріо Орфіні;
- Сценарій — Адріано Челентано, Макс Ембер, Грація Джардьєлло;
- Продюсер — Маріо Орфіні, Кончіта Айрольді, Діно Ді Діонісіо;
- Оператор — Лучано Товолі;
- Композитор — Ентоні Марінеллі, Джорджо Мородер;
- Художник — Джанні Джованьоні, Рольф Цехетбауер, Мауріціо Мілленотті;
- Монтаж — П'єтро Скалія.